# جنگ‌های ناپلئونی
جنگ‌های ناپُلِئونی به مجموعه‌ای از جنگ‌ها گفته می‌شود که در دوره حکومت ناپلئون بناپارت بر فرانسه بین امپراتوری اول فرانسه و متحدانش از یک‌سو و نیروهای متغیر ائتلاف بین سال‌های ۱۸۰۳ تا ۱۸۱۵ میلادی رخ داد.
از حوادث مهم آن فروپاشی امپراتوری مقدس روم‌ و پیدایش اتحادیه کنفدراسیون راین، فتح برلین و اشغال وین می‌باشند.
قدرت فرانسه با فتح بیشتر سرزمین‌های اروپا به تندی گسترش می‌یافت، ولی در سال ۱۸۱۲ میلادی، اوضاع دگرگون شد. ناکامی فرانسه در حمله به روسیه در سال ۱۸۱۲ میلادی سبب شد که از قدرت فرانسه شدیداً کاسته شود. در ماه مه ۱۸۱۴ میلادی، سرانجام ناپلئون متحمل شکست کامل نظامی شد. این شکست منجر به تبعید ناپلئون به سنت هلن و بازگشت بوربون‌ها به سلطنت فرانسه شد.

## پیش زمینه

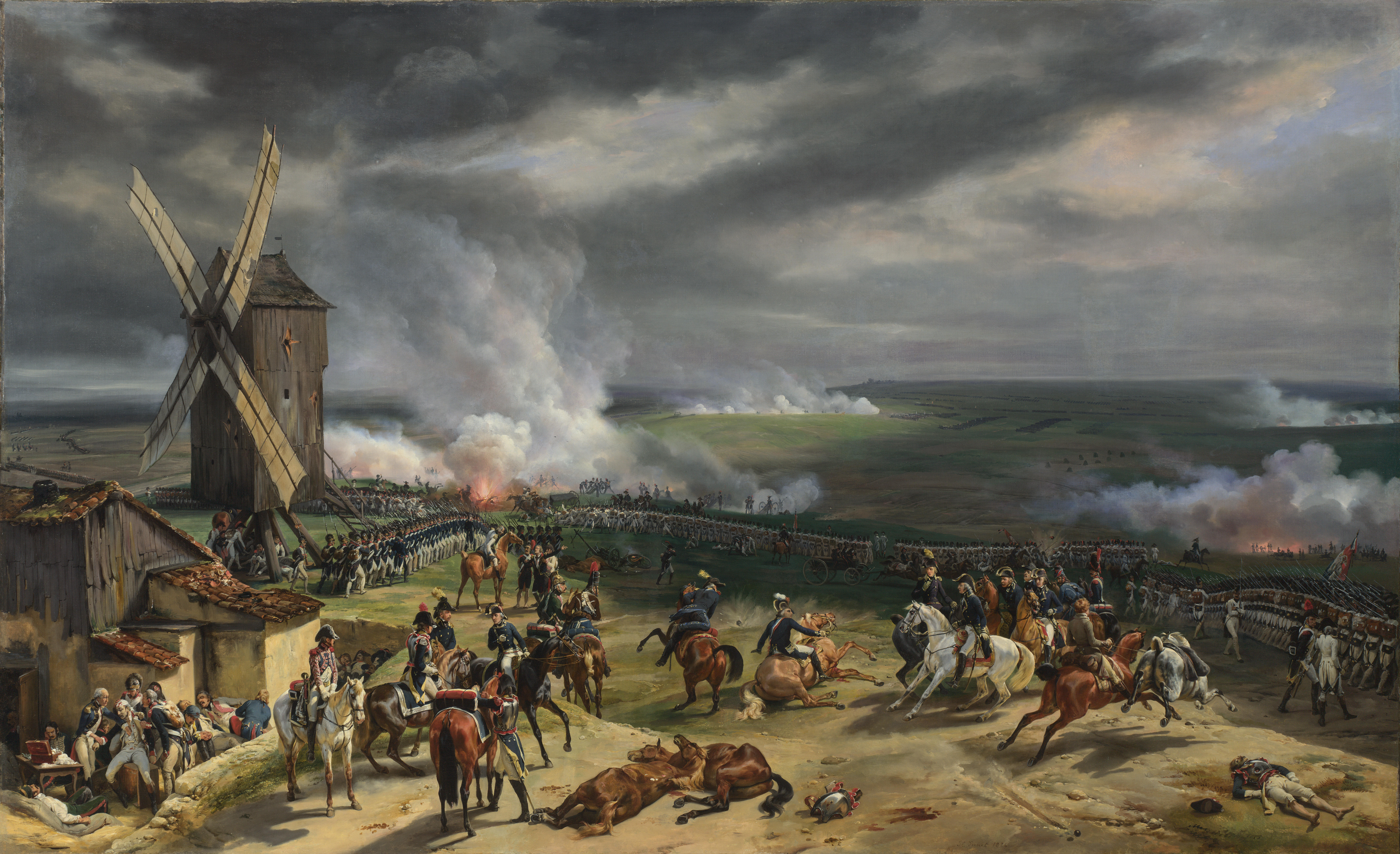
جنگ والمی در بیستم سپتامبر ۱۷۹۲

انقلاب فرانسه با سقوط زندان باستیل در سال ۱۷۸۹ آغاز و لویی شانزدهم، پادشاه فرانسه در سال ۱۷۹۳ اعدام شد. سال ۱۷۹۲ اتریش برای مقابله با انقلابی‌های فرانسه به این کشور حمله کرد. تا سال ۱۷۹۵ فرانسه به تدریج وارد جنگ با همه همسایگان خود شد و سرزمین‌های ساووی، بلژیک و ساحل غربی رود راین را تصرف و به خاک خود ملحق کرد.
سال ۱۷۹۵ ائتلافی توسط اتریش، پادشاهی پروس، اسپانیا، جمهوری هلند و بریتانیا علیه فرانسه تشکیل گردید. نیروهای فرانسوی به فرماندهی ناپلئون بناپارت به پیروزی‌های پی‌درپی دست یافتند. همان سال صلح بال میان فرانسه، هلند و پادشاهی پروس و سال ۱۷۹۷ پیمان کامپو فورمیو میان فرانسه و اتریش منعقد گشت. ناپلئون پس از بازگشت از ایتالیا و مصر در سال‌های ۱۷۹۷ و ۱۷۹۸، از نوعی قدرت کاریزماتیک برخوردار بود و به همین پشتوانه در جریان کودتای ۱۸ برومر در سال ۱۷۹۹ با کنار زدن دیرکتوار خود با عنوان کنسول نخست در راس هرم قدرت فرانسه قرار گرفت. او با تهاجم از طریق کوه‌های آلپ روز ۱۴ ژوئن سال ۱۸۰۰ اتریشی‌ها را در نبرد مارنگو شکست داد و ماه فوریه سال ۱۸۰۱ پیمان لونِویل را با آن‌ها منعقد نمود. ناپلئون با یک کنکوردا در سال ۱۸۰۱ به فتح ایتالیا جنبه قانونی داد و با پیمان آمین در سال ۱۸۰۲ بریتانیا را از ادامه دشمنی بازداشت و بنیان یک دولت بورژوایی را با قوانین مدنی جدید در فرانسه استوار کرد. او از سال ۱۸۰۴ عنوان امپراتور را برای خود برگزید و با تمرکز قدرت در دست خود، جنگ‌های طولانی را علیه همه کشورهای اروپایی آغاز کرد.

## جنگ‌های ناپلئونی

### جنگ ائتلاف سوم
دودمان هابسبورگ در اتریش به کمک امپراتوری روسیه و بریتانیا دست به ایجاد ائتلاف سوم علیه ناپلئون زدند. با این وجود، اتریش در نبرد استرلیتز شکست خورد و مجبور شد پیمان پرسبورگ را در سال ۱۸۰۵ میلادی با فرانسه امضاء کند. فرانسیس دوم، امپراتور امپراتوری مقدس روم پس از این شکست از تاج و تخت کناره‌گیری کرد، عنوان امپراتوری مقدس روم از بین رفت و به امپراتوری اتریش تغییر نام یافت.

### جنگ ائتلاف چهارم
امپراتوری روسیه، پادشاهی پروس، بریتانیا، پادشاهی ساکسونی و سوئد در ۱۸۰۶ میلادی، ائتلاف چهارم را علیه فرانسه تشکیل دادند. اما بازهم ناپلئون پیروز شد و پیمان تیلسیت را در ۱۸۰۷ با روسیه امضاء کرد و با خارج کردن این کشور از صف متحدین، سلطه خود را بر شهریارنشینان آلمانی تکمیل کرد و حکومت این سرزمین‌ها را به برادرش سپرد.

### جنگ ائتلاف پنجم
ائتلاف پنجم در ۱۸۰۹ تشکیل شد که اتریش طرف اصلی فرانسه بود و در نبرد واگرام شکست خورد و مجبور به امضای قرارداد وین شد.

### لشکرکشی به روسیه
سیاست‌های مذهبی نامطلوب ناپلئون از جمله توقیف پاپ پی هفتم، مالیات‌های سنگین و جنگ‌های بی‌پایان و خسته‌کننده بنیان قدرت او را متزلزل کرده بود. ناپلئون در ۱۸۱۲ به روسیه لشکرکشی کرد و پس از پیروزی در جنگ اسمولِنسک و جنگ بورودینو و فتح مسکو، با آتش زدن این شهر توسط ارتش روسیه (بر اساس استراتژی زمین سوخته) و کمبود آذوقه مجبور به عقب‌نشینی شد. لشکر فرانسه در این عقب‌نشینی نزدیک به نیم میلیون سرباز از دست داد و آوازه شکست‌ناپذیری ناپلئون خدشه‌دار شد.
پس از حمله سوئد به روسیه یک قرن پیش‌تر در طول جنگ بزرگ شمالی، لشکر کشی ناپلئون به روسیه دومین اشتباه تاریخی حمله به این کشور بود.

### جنگ ائتلاف ششم
ششمین ائتلاف علیه فرانسه با همکاری امپراتوری روسیه، پادشاهی پروس، امپراتوری اتریش، بریتانیا، سوئد، پادشاهی اسپانیا و پادشاهی پرتغال تشکیل شد. این ائتلاف توانست، ارتش ناپلئون بناپارت را در ۱۴ مه ۱۸۱۴ میلادی شکست دهد. بلافاصله پس از شکست ارتش فرانسه، پیمان فونتن‌بلو به فراسوی‌ها تحمیل شد. بر اساس این پیمان مقرر شد:
1. ناپلئون از قدرت خلع شود و لوئی هجدهم از خاندان بوربن به سلطنت بازگردد.
2. ناپلئون به جزیره الب تبعید شود.

مدت کوتاهی پس از انعقاد پیمان فونتن‌بلو، پیمان پاریس (۱۸۱۴) به امضاء رسید.

## بازگشت ناپلئون
ناپلئون پس از ده ماه اقامت در جزیره الب، در ۲۰ مارس ۱۸۱۵ به پاریس بازگشت و حکومت صدروزه را به دست گرفت. حکومت صدروزه ناپلئون تا شکست او در نبرد واترلو ادامه داشت. ناپلئون بی‌قید و شرط تسلیم شد و این‌بار به جزیره سنت هلن تبعید شد. فرانسه نیز به اشغال متحدین درآمد. پیمان دوم پاریس در ۲۰ نوامبر ۱۸۱۵ به فرانسه تحمیل و این کشور محکوم به پرداخت غرامت و دیگر محدودیت‌ها شد.

## پیامد جنگ‌های ناپلئونی
جنگ‌های ناپلئونی مرزهای اروپا را به هم ریخت، موازنه به وجود آمده در جنگ هفت ساله را بهم زد و بذر انقلاب و اندیشه‌های جدید را در اروپا پاشید. اما سقوط ناپلئون موجب بازگشت اوضاع و تثبیت آن در قالب یک قرارداد همگانی یعنی کنگره وین شد که پس از عهدنامه وستفالی دومین کنگره اروپایی برای تدوین یک نظم جدید به‌شمار می‌رفت. کنگرهٔ وین با ایجاد کنسرت اروپا که می‌توانست مقابل جاه‌طلبی‌های شهریارانی چون ناپلئون بایستد صلح عمومی جهان را برای یک قرن (تا آغاز جنگ جهانی اول) تضمین کرد.